# DIAMOND SKIN/彩虹口袋/CRAZY DANCE
GLAY的第49張單曲，也是第三張三A面單曲，2013年11月27日發行。

## 簡介
- 距離上一張單曲DARK RIVER/Eternally/時鐘相隔4個月的時間，和演唱會DVD・Blu-ray藍光『GLAY Special Live 2013 in HAKODATE GLORIOUS MILLION DOLLAR NIGHT Vol.1』同時發行。
- 除了CD ONLY盤外，另外發行CD+DVD盤的版本。
- 和上一張一樣，全部歌曲都是A面曲

## 收錄曲目

### CD
1. DIAMOND SKIN 　
官方網站以『描寫誰都沒辦法說出口，無法原諒的愛情的中板搖滾歌曲』來介紹，歌詞內容以女性的角度來敘述。
本歌曲再度由『佐久間正英』來擔任製作人，同時也是佐久間正英生前最後製作的GLAY歌曲。
這首歌是在第12張原創專輯GUILTY的最終錄音期誕生的，TAKURO本人非常喜歡。他認為這首歌曲收錄在專輯中的其中一首覺得很可惜，於是在11月發行單曲是最好的時機。TAKURO說：『我們和長年一起奮鬥的佐久間先生的所有一切都包含在這首曲子中，帶有速度感又有點悲傷的旋律，而且歌詞的部分能夠和大家有所共鳴的話我會很高興。』
MV的男、女主角由同為北海道出生的『安田顯』和『釋由美子』來演出，內容敘述『不倫戀』，因為過於激情，因此在亞洲各國禁止播放。
2. 彩虹口袋(虹のポケット)
大約在10年前就寫好的歌曲。
3. CRAZY DANCE 　
2013年函館露天演唱會DVD&Blu-ray藍光 應援歌曲。團員在十幾歲剛組團時所寫的歌曲，首次音源化。
成軍10週年LIVE(1998年7月2日 靜岡市民會館)曾經演唱過，相隔15年後在2013年7月28日・7月29日的「GLORIOUS MILLION DOLLAR NIGHT Vol.1」演唱會上再度演唱。在演唱會上，TERU宣布這首歌曲將製作為下一張單曲。

### DVD （CD+DVD盤）
- 「DIAMOND SKIN」MV
- 「DIAMOND SKIN」封面拍攝&MV攝影Making
- 「GLAY Special Live 2013 in HAKODATE GLORIOUS MILLION DOLLAR NIGHT Vol.1」
  - 演唱會影像

  1. Bible（2013年7月27日演唱會）
  2. Winter,again（2013年7月28日演唱會）

  - 專訪
  - 濃縮片段